# Chaetogonopteron ceratophorum
Chaetogonopteron ceratophorum är en tvåvingeart som beskrevs av Yang och Patrick Grootaert 1999. Chaetogonopteron ceratophorum ingår i släktet Chaetogonopteron och familjen styltflugor.
Artens utbredningsområde är Yunnan (Kina). Inga underarter finns listade i Catalogue of Life.